# Manfred Einsiedler
Manfred Leopold Einsiedler (ur. 6 marca 1973) – austriacki matematyk, od 2009 profesor Politechniki Federalnej w Zurychu. Zajmuje się teorią ergodyczną, układami dynamicznymi i teorią liczb.

## Życiorys
Stopień doktora uzyskał w 1999 na Uniwersytecie Wiedeńskim, promotorem doktoratu był Klaus Schmidt.
Swoje prace publikował m.in. w najbardziej prestiżowych czasopismach matematycznych świata: „Annals of Mathematics”, „Journal of the American Mathematical Society” i „Inventiones Mathematicae”. Współautorami wielu z nich byli laureaci Medalu Fieldsa: Elon Lindenstrauss, Akshay Venkatesh i Grigorij Margulis.
W 2010 roku wygłosił wykład sekcyjny na Międzynarodowym Kongresie Matematyków w Hajdarabad, a w 2019 na konferencji Dynamics, Equations and Applications (DEA 2019). Członek korespondent Austriackiej Akademii Nauk.